# Dreifaltigkeitskapelle (Messenhausen)

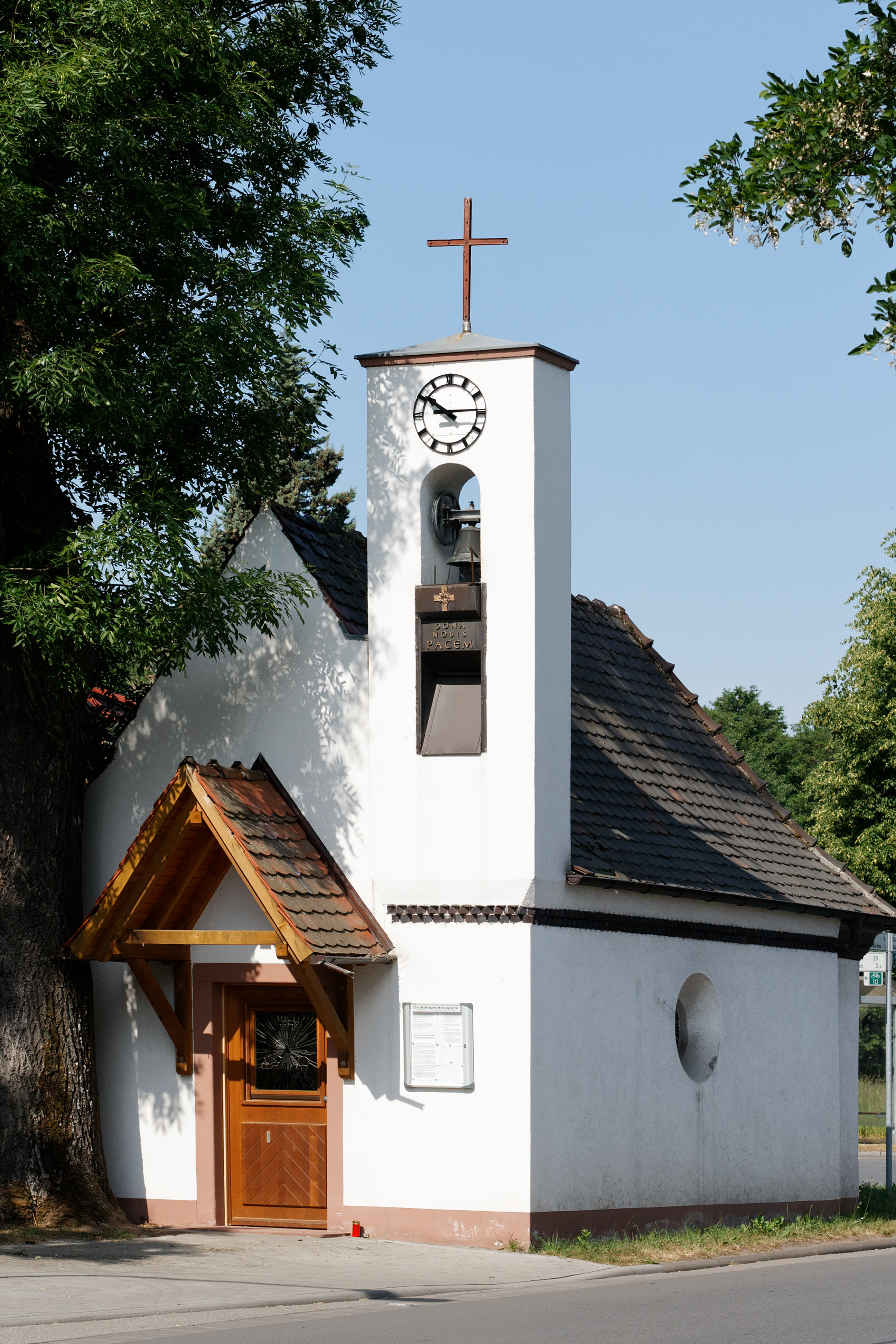
Die Dreifaltigkeitskapelle in Messenhausen, erbaut 1820

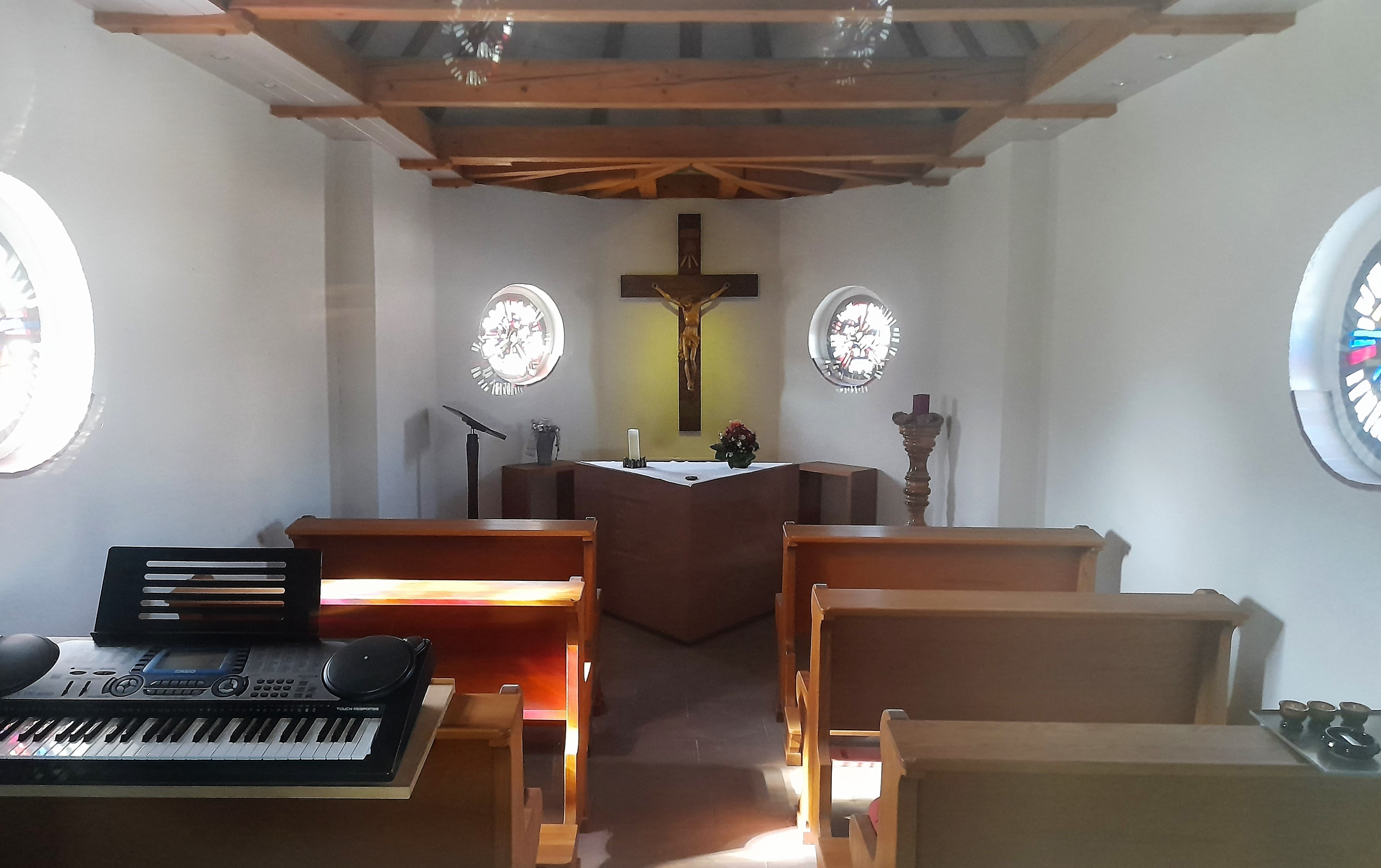
Innenraum der Kapelle

Die römisch-katholische Dreifaltigkeitskapelle ist ein unter Denkmalschutz stehendes Kirchengebäude im Rödermärker Stadtteil Messenhausen in Südhessen. Sie gehört zur Pfarrgemeinde St. Nazarius in Ober-Roden, die ihrerseits zum Pastoralraum Rodgau-Rödermark der Region Mainlinie im Bistum Mainz gehört. Die um das Jahr 1820 errichtete Kapelle ist das älteste noch erhaltene Gotteshaus in Rödermark.

## Geschichte
Bevor die heutige Dreifaltigkeitskapelle am Ortseingang von Messenhausen errichtet wurde, befand sich dort ein Heiligenhäuschen, das als Ort der Verehrung genutzt wurde.
Um 1820 wurde schließlich die heutige Kapelle von Franz, Georg und Erwein Malsi erbaut. Anfangs diente sie vor allem der sonntäglichen Zusammenkunft von Gläubigen in Messenhausen. Seit 1857 finden zudem jedes Jahr am Dreifaltigkeitssonntag Prozessionen der katholischen Gemeinden St. Nazarius aus Ober-Roden und St. Gallus aus Urberach zur Dreifaltigkeitskapelle nach Messenhausen statt. Dort, auf dem vor der Kapelle liegenden Platz unter den Linden, feiern die Pilger beider Gemeinden anschließend gemeinsam Gottesdienst. Da die später ankommende Gemeinde sich mit den schlechteren Plätzen während der Messe begnügen muss, entwickelte sich zwischen den beiden Gemeinden im Laufe der Zeit ein regelrechter Wettlauf. Diese bis heute andauernde Tradition wurde von Pfarrer Valentin Koepp begründet, der von 1856 bis 1887 Pfarrer in Ober-Roden war.
1937 wurde die Kapelle erweitert und erhielt einen Glockenturm. Eine grundlegende Neugestaltung des Kapellinnenraums erfolgte von 2004 bis 2005 unter Pfarrer Elmar Jung.

## Baubeschreibung
Die schlichte, verputzte Wegekapelle an der Gabelung der Straßen nach Ober-Roden und Urberach weist einen asymmetrischen, offenen Glockenturm auf. Sie bietet in ihrem Inneren Platz für etwa 25 Menschen.

## Ausstattung
Der Altar der Kapelle weist eine dreieckige Form auf und ist aus rotem Sandstein gefertigt. Auf jeder Seite des Altars ist ein Relief eingemeißelt, das einen Teil der Dreifaltigkeit Gottes repräsentiert. Die Rückseite des Altars trägt die Inschrift „Jahwe“ (den hebräischen Namen Gottes), die aus Sicht der Gemeinde linke Seite zeigt eine Taube (Symbol des Heiligen Geistes) und die rechte Seite ein Lamm mit Christusmonogramm. Seit dem 3. Juni 2007 sind in den Altar die Reliquien der Märtyrer Castus von Capua und Jucundus von Reims eingelassen. Die Weihe des Altars erfolgte durch den Mainzer Weihbischof Werner Guballa.
Das Glasfenster der Kapellentür beherbergt ebenso wie der Altar Symbole der Heiligen Dreifaltigkeit.
Die Glocke der Kapelle stammt ursprünglich aus einem Kalkwerk in Offenbach.

## Bildergalerie

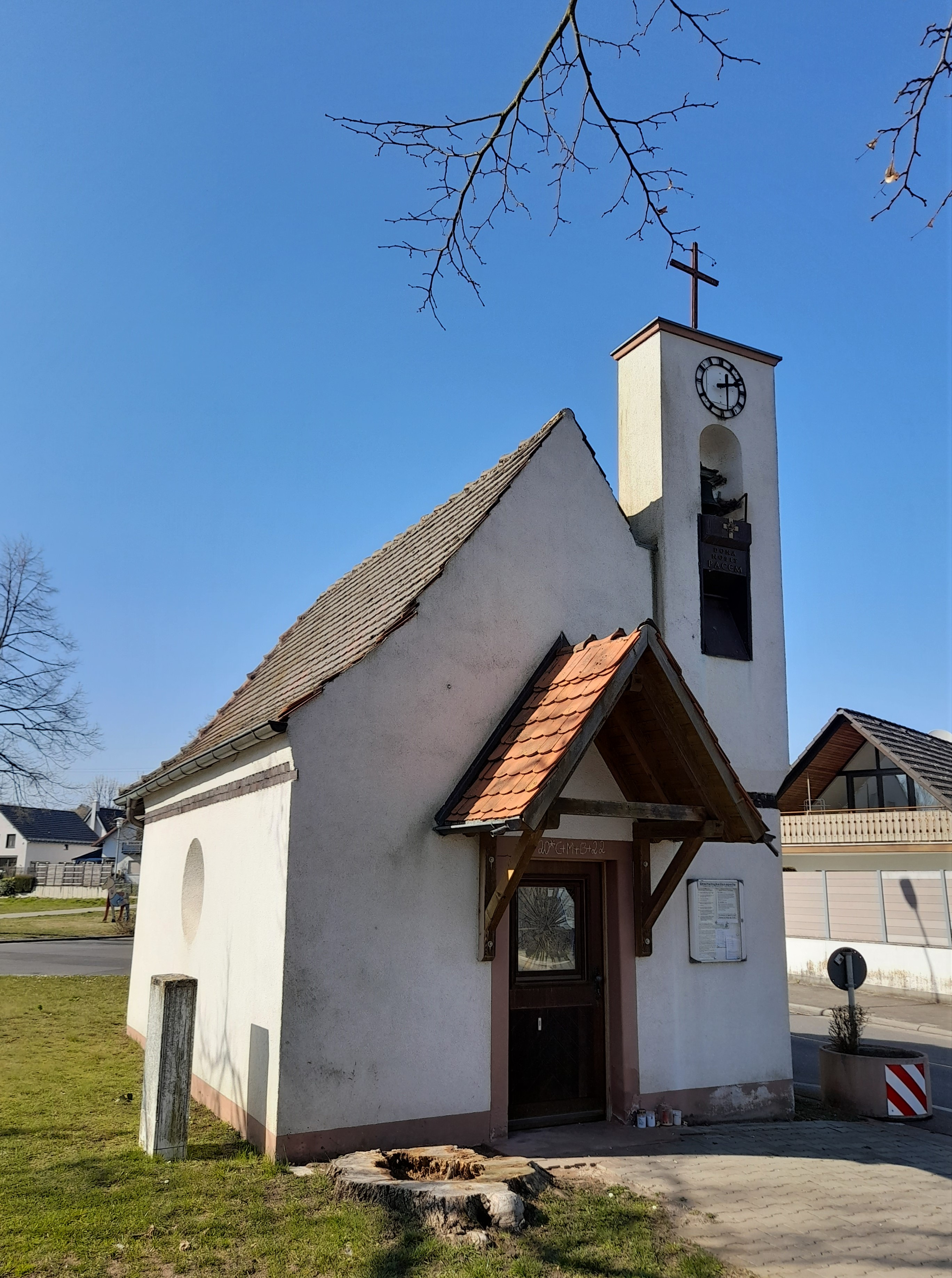
Außenansicht von Süden (2022)
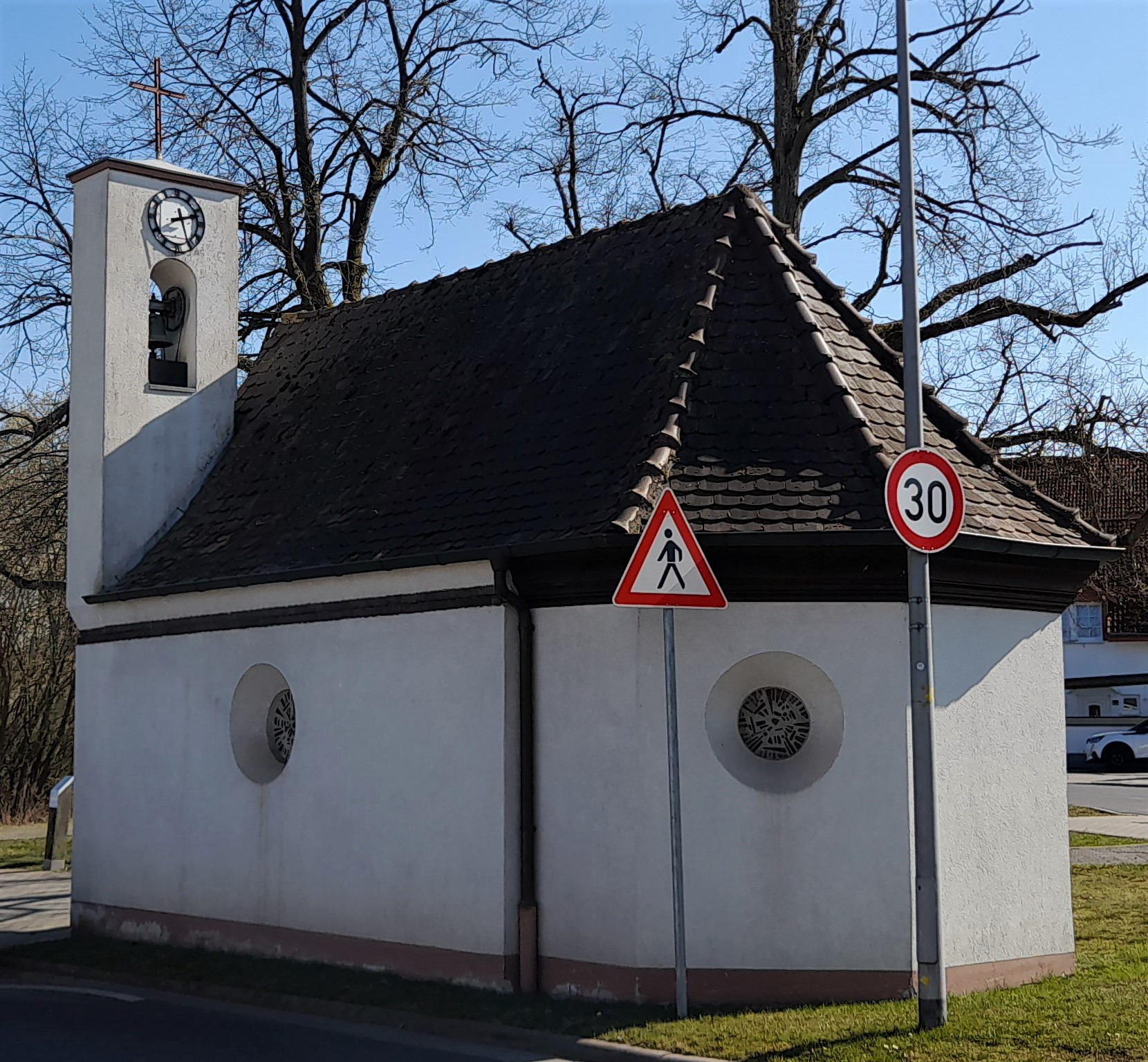
Außenansicht von Norden (2022)
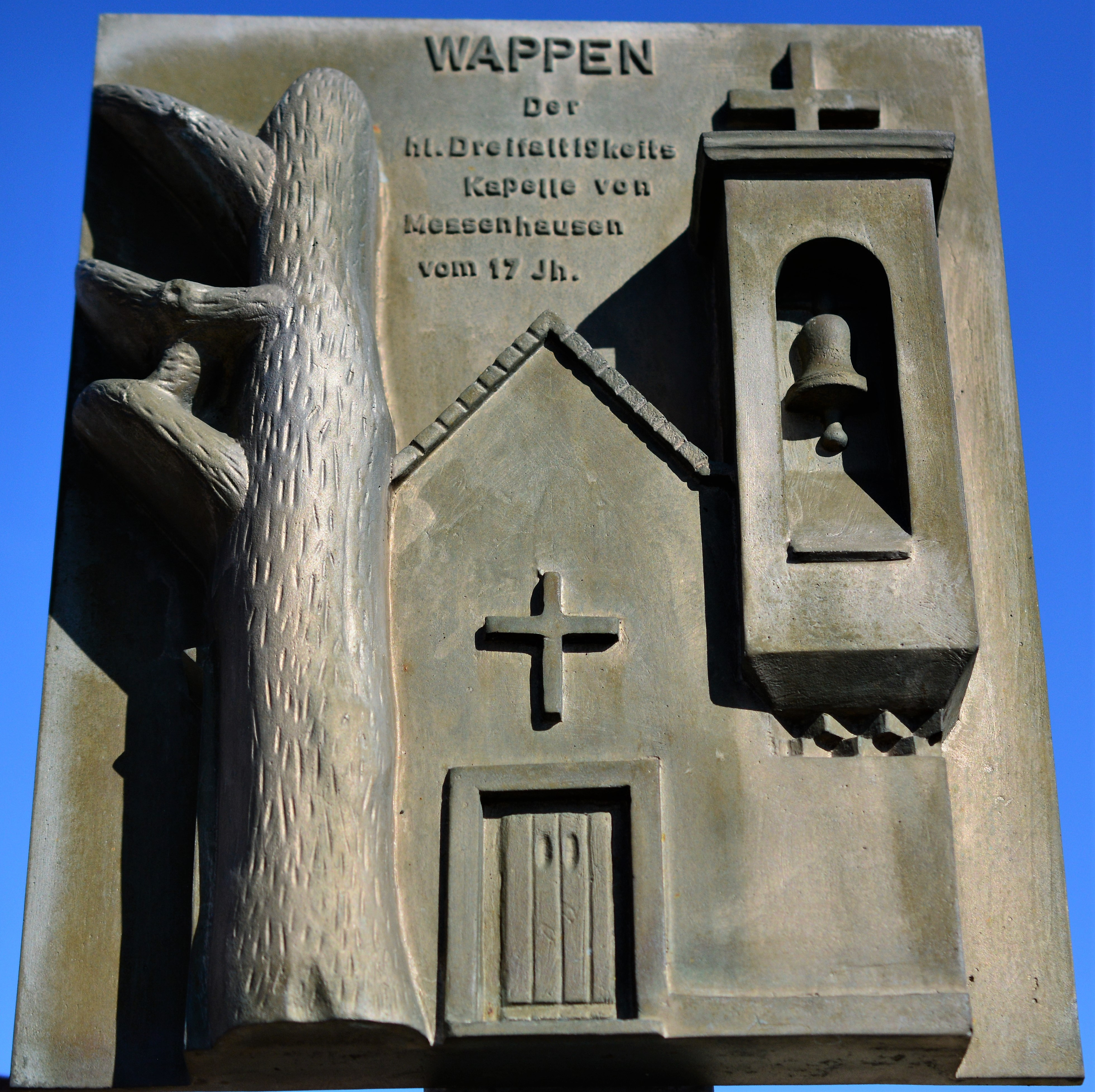
Wappen der Kapelle aus dem 17. Jahrhundert
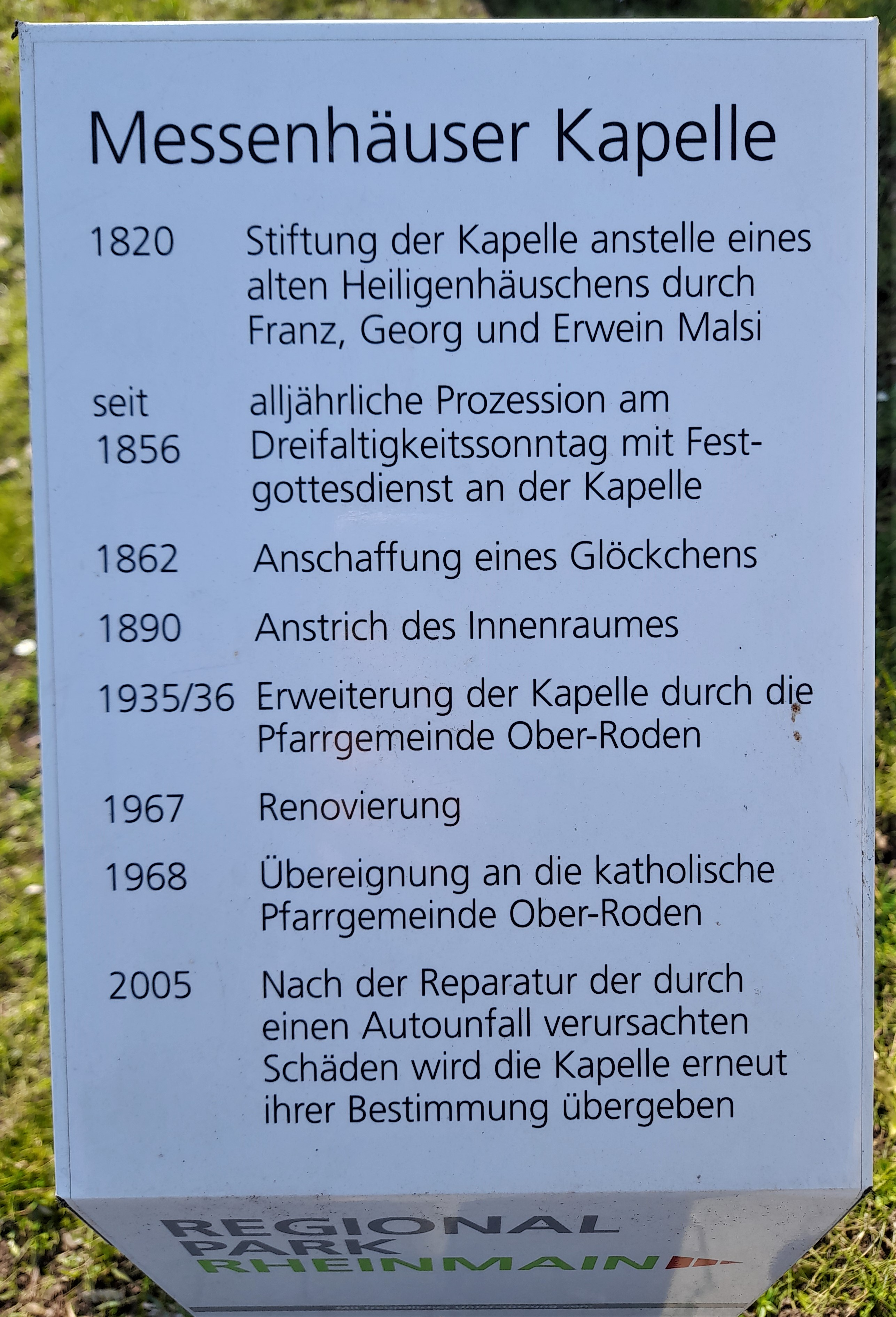
Infotafel über die Geschichte der Kapelle